# Senegambia (Region)

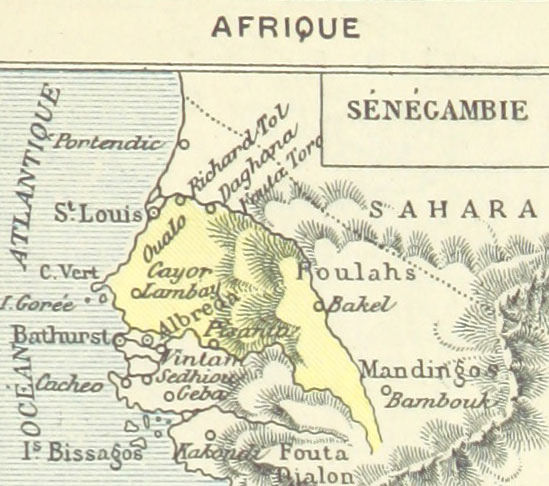
Senegambia nach einer Karte von 1878

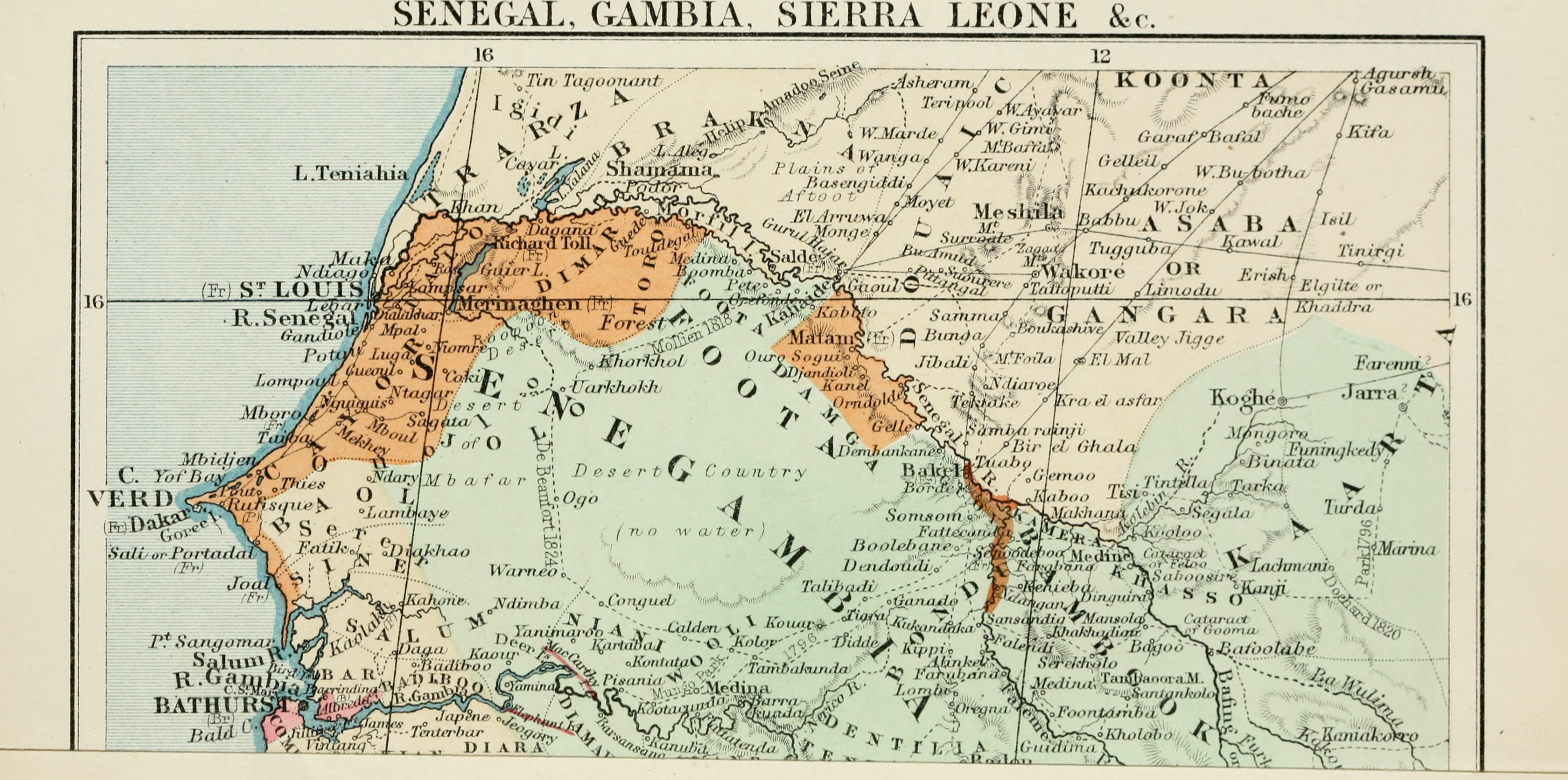
Während die Kartenbeschriftung der engen Definition von Senegambia entspricht, folgt der begleitende Buchtext von 1878 der weitergehenden Definition

Senegambia (auch Senegambien) ist im engeren Sinne eine historische Bezeichnung für den geographischen Naturraum in Westafrika, der zwischen den Strömen Senegal im Norden und Gambia im Süden liegt. Jedoch gibt es auch eine Textquelle, der zufolge Senegambia in einem weiteren Sinne verstanden und mit dem Begriff Westsudan gleichgesetzt wird. Gemeint seien nach dieser Lesart die Küstengebiete zwischen dem Senegalstrom und Sierra Leone, wobei die Inlandgrenze im Osten nicht weiter definiert sei.
Zu unterscheiden ist das historisch-naturräumliche Senegambien von der kurzlebigen britischen Kronkolonie Senegambia, der französischen Kolonie Senegambia und Niger, sowie von der ebenso kurzlebigen Konföderation Senegambia, einem Staatenbund der Länder Senegal und Gambia.
Der Begriff „Senegambia“ als Beschreibung der Region trat in den Hintergrund, seit sich die französische Kolonie Senegal, die lange Zeit nur schmale Küstengebiete am Atlantik und die Landschaften am Südufer des Senegal-Flusses umfasst hatte, in der zweiten Hälfte des 19. Jahrhunderts unter dem Namen „Senegal“ über ganz Senegambien ausgebreitet hatte, sogar über den Gambia-Fluss hinweg. Erhalten hat sich der Begriff namentlich für die Senegambischen Steinkreise, die in das UNESCO-Welterbe aufgenommen worden sind. Ferner erhielt die im Jahr 2019 eröffnete Brücke über den Gambia den Namen Senegambia Bridge.

## Gliederung
Zwischen den beiden namensgebenden Strömen liegen namentlich folgende geographisch oder ökogeographisch definierten Landschaften:
- Grande-Côte
- Niayes
- Cap-Vert-Halbinsel
- Petite-Côte
- Erdnussbecken
- Sine-Saloum
- Ferlo